# Джери Брукхаймър
Джером Леон „Джери“ Брукхаймър (на английски: Jerome Leon „Jerry“ Bruckheimer) е американски телевизионен и кинопродуцент в жанровете екшън, драма и научна фантастика, носител на 10 награди „Еми“.
Най-известните му телевизионни продукции са „От местопрестъплението“ и „The Amazing Race“. Най-известните му кино продукции включват „Топ Гън“, „Скалата“, „Армагедон“, „Обществен враг“, „Блек Хоук“, „Карибски пирати“, „Самотният Рейнджър“, „Крал Артур“ и „Съкровището“. От 2013 г. има звезда на Холивудската алея на славата.

## Биография

### Ранен живот
Брукхаймър е роден в Детройт, Мичиган в семейството на еврейски имигранти от Германия. Посещава гимназията Мъмфорд в Мичиган и завършва с бакалавърска степен по психология в университета в Аризона.
Запален по филмите още от малък, Брукхаймър има интерес към фотографията и не пропуска възможност да заснима. След колежа се премества в Ню Йорк където работи в рекламна агенция. След време започнал да се занимава с продуциране на реклами след като не получил възможност да направи филм. Впоследствие се преместил в Лос Анджелис.

### Личен живот
Брукхаймър е сключвал брак два пъти, като сега живее с втората си жена Линда в Лос Анджелис. Продуценът е една от малкото холивудски личности които открито подкрепят президента Джордж Уокър Буш, но и е дарил много средства на демократи. Прякорът му е Mr. Blockbuster.

## Телевизионни и кино продукции
През 80-те и 90-те Брукхаймър е ко-продуцент с Дон Симпсън на поредица успешни холивудски продукции за Paramount Pictures. Първият му голям филм е „Флашданс“ през 1983, заедно с „Ченгето от Бевърли Хилс“, „Топ Гън“ и „Дни на грохот“. „Скалата“ е последният филм, по който Брукхаймър работи заедно със Симпсън преди смъртта му. Брукхаймър настоява The Rock да бъде в памет на Дон Симпсън.
Въпреки трудностите заради смъртта на Симпсън през 1996, Джери продължава да продуцира голям брой екшъни, често работейки с режисьора Майкъл Бей по много успешни филми сред които „Армагедон“. Други негови големи хитови продукции са „Remember the Titans“, „Блек Хоук“ и „Карибски пирати“.
През 1997 Брукхаймър се ориентира и към телевизията, правейки няколко полицейски драми, най-успешна от които „От местопрестъплението“. Продуцира и американското риалити шоу „The Amazing Race“.